# Cantus 428
De Cantus 428 is een vierdelig elektrisch treinstel van het type Stadler FLIRT, dat wordt ingezet voor het regionaal personenvervoer van de Duitse spoorwegonderneming Cantus Verkehrsgesellschaft.

## Geschiedenis
Het treinstel werd in 2006 besteld voor het regionaal personenvervoer van het noordoostelijke net in de deelstaat Hessen. Het treinstel werd ontwikkeld en gebouwd door Stadler Rail te Berlin-Pankow (Duitsland).

## Constructie en techniek
Het treinstel is opgebouwd uit een aluminium frame en is uitgerust met luchtvering. Er kunnen tot vier eenheden gekoppeld worden.

## Nummers
De treinen zijn door Cantus Verkehrsgesellschaft als volgt genummerd:
- 428 001 - 003
- 428 051 - 053

## Treindiensten
De treinen van Cantus worden vanaf december 2006 ingezet op de volgende trajecten:
- R1 Göttingen–Eichenberg–Hann. Münden–Kassel, Halle-Kasseler Eisenbahn
- R5 Kassel–Melsungen–Bebra–Bad Hersfeld–Fulda, Friedrich-Wilhelms-Nordbahn, Spoorlijn Warburg - Kassel en Spoorlijn Frankfurt - Göttingen
- R6 Bebra–Herleshausen–Eisenach, Thüringer Bahn
- R7 Göttingen–Eichenberg–Eschwege–Bebra, Spoorlijn Frankfurt - Göttingen

## Foto's

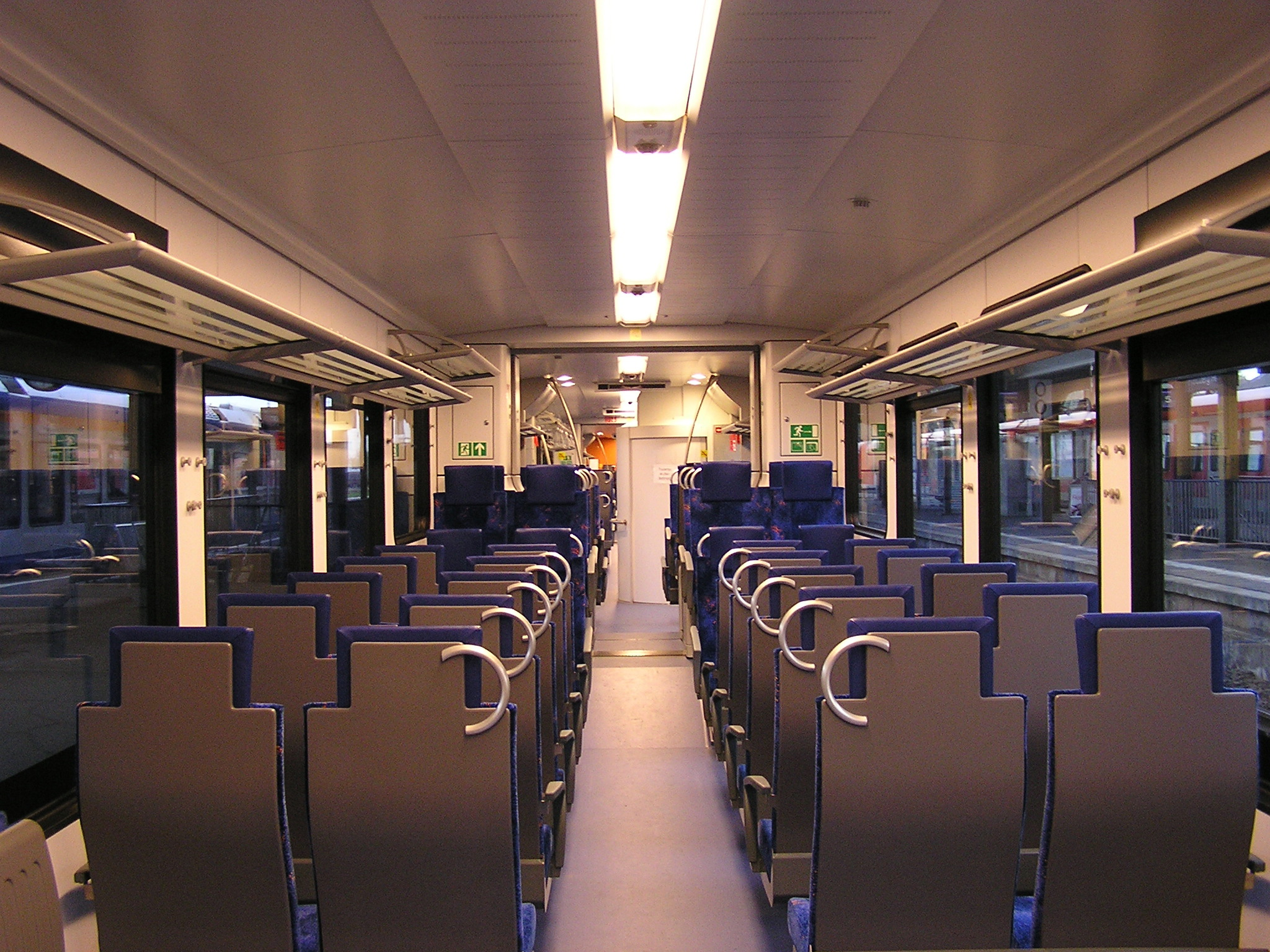